# ブドウ種子エキス

ブドウの実の構成

ブドウ種子エキス(Grape seed extract)は、ブドウの種子を用いた製品である。エキス（抽出物）には、プロアントシアニジンが含まれる。その質は、プロアントシアニジンに由来するプロシアニジンの含有量により測定される。通常、ブドウ種子エキスは95%のプロシアニジンを含むが、製品によって変わりうる。プロシアニジンの含量が多い食物や飲料を摂取すると、収れん作用として知られる口中の苦みや渇きを感じる。

## 抽出法
ブドウ種子エキスの性質は、ブドウの生育環境及び抽出の過程に依存する。伝統的な方法は、アセトン、アセトニトリル、酢酸エチル、メタノール等の有機溶剤での抽出である。他の方法として、熱水を用いることもあるが、量と効率の両面で不利である。正確な組成が明らかになる主成分分析が可能なプロトン核磁気共鳴とともに、高速液体クロマトグラフィーが最も効果的な分析法であると考えられる。

## 研究
16人のランダム化比較試験のメタアナリシスの結果、1日当たり800mg以下のブドウ種子エキスを少なくとも8週間摂取することで、最高血圧と最低血圧はともに低下したが、その幅は3-6mmHgと小さく、また効果があったのはメタボリックシンドロームと高血圧の症状がある50歳以下の肥満の者に限られた。これ以前のメタアナリシスでは、血中脂質やC反応性蛋白に影響せず最低血圧と心拍数の低下が報告されている。
アメリカ国立補完統合衛生センターは、ブドウ種子エキスの経口摂取（量及び頻度は報告されていない）により14週間以上も効果が続くと報告した。副作用としては、頭皮のかゆみ、めまい、頭痛、高血圧、吐き気があった。ブドウ種子エキスは、多くの健康効果があると謳って栄養補助食品として販売されているが、それらの効果はどれも医学的な証拠に支えられたものではない。